# Beerst
Beerst är en ort i Belgien.   Den ligger i provinsen Västflandern och regionen Flandern, i den västra delen av landet, 100 kilometer väster om huvudstaden Bryssel. Beerst ligger 5 meter över havet och antalet invånare är 1 036.
Terrängen runt Beerst är mycket platt. Runt Beerst är det ganska tätbefolkat, med 139 invånare per kvadratkilometer.. Närmaste större samhälle är Oostende, 17,5 kilometer norr om Beerst. 
Trakten runt Beerst består till största delen av jordbruksmark.